# Povlakte

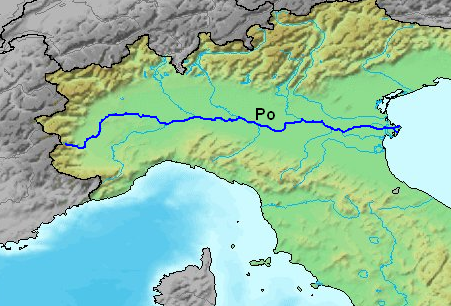

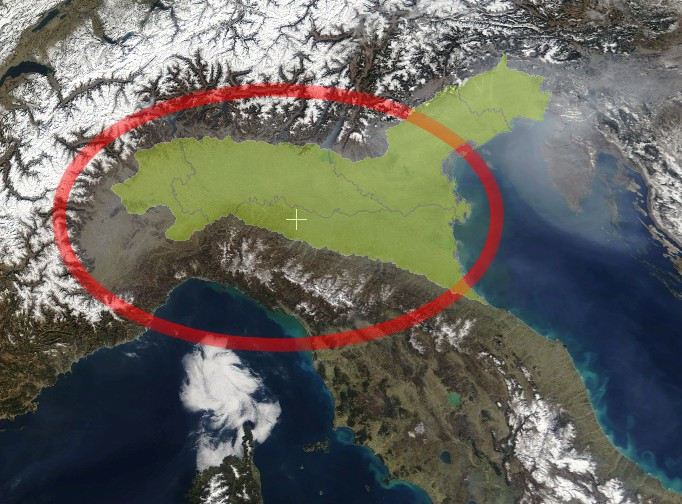
Satellietfoto van een deel van Italië, de Povlakte is rood omcirkeld

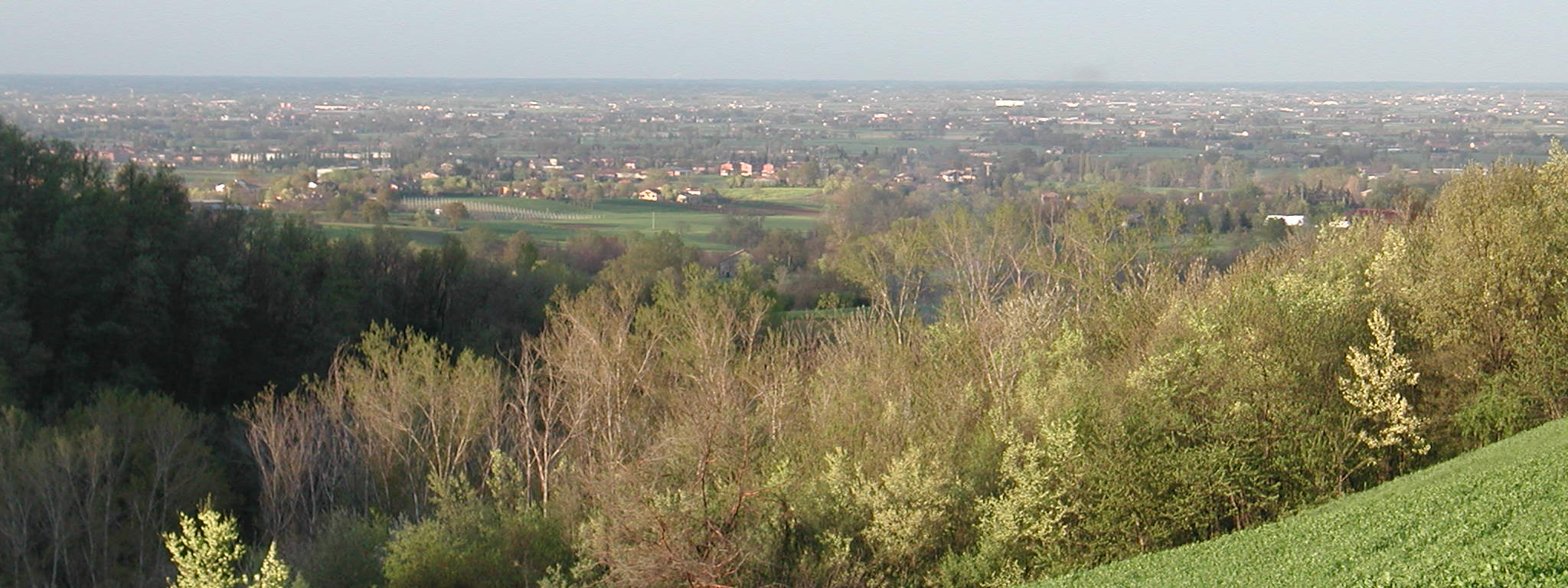
Povlakte

De Povlakte is het vlakke land rond de Italiaanse rivier de Po. Met inbegrip van de vlakte rond Venetië is het gebied zo'n 650 kilometer lang in oost-west richting met een oppervlakte van ongeveer 46 000 vierkante kilometer. De vlakte loopt van de Westelijke Alpen tot de Adriatische Zee. De vlaktes van de Veneto en Friuli worden vaak tot de Povlakte gerekend omdat ze geomorfologisch gelijkaardig zijn. Hydrografisch gezien behoren ze echter niet tot het stroomgebied van de Po.
De Povlakte in eigenlijke zin beslaat nog niet de helft van dit gebied. Geologisch gezien is deze vlakte een voorlandbekken naast de Alpen waar isostatische daling plaatsvindt. Het bekken werd in de loop van miljoenen jaren opgevuld door sedimenten afkomstig van de Alpen en Apennijnen, soms zijn de sedimenten meer dan een kilometer dik.
Bij de monding van de Po wordt door afzetting van sedimenten nog steeds nieuw land gevormd. De Povlakte is een zeer vruchtbaar en dichtbevolkt gebied. De Povlakte heeft een vochtig subtropisch klimaat (Köppen Cfa).

## Politieke betekenis
De term wordt ook wel in ruimere zin gebruikt voor heel het noorden van Italië, dat wil zeggen de regio's Piëmont, Lombardije, Veneto, Emilia-Romagna, Friuli-Venezia Giulia, Trentino-Zuid-Tirol, Valle d'Aosta en Ligurië, hoewel een groot deel van dit gebied bergachtig is.
Dit gebied heeft een oppervlakte van ongeveer 120.000 km² (40% van de oppervlakte van Italië) en bijna 26 miljoen inwoners (44% van de bevolking van Italië).
De Italiaanse politicus Umberto Bossi van de Lega Nord noemde de "Povlakte in ruimere zin" Padania en is van mening dat dit gebied vanwege zijn relatief goede maatschappelijke orde en rijkdom zich zou moeten afscheiden van de rest van Italië. De meeste Italianen zijn het hiermee niet eens, ook al erkennen zij het aparte karakter van deze regio, waar de dialecten, zo sterk verschillend van het Standaarditaliaans dat ze door velen als aparte talen worden beschouwd, veel elementen met het Frans gemeen hebben.
Het is ook interessant te bedenken dat dit gebied pas in de nadagen van de Romeinse Republiek, in het jaar 42 v.Chr., bij "Italië" werd ingelijfd. Voordien was het een afzonderlijke provincia, genaamd Gallia Cisalpina, dat wil zeggen "Gallië aan deze zijde van de Alpen". Een groot deel van dit gebied was toen namelijk bewoond door Galliërs, ook al woonden er flink wat kolonisten uit het Apennijns Schiereiland in hun midden. Het proces van de romanisering van dit gebied was toen zeer beslist nog niet voltooid.

## Herbebossing
In de Oudheid was de Povlakte dichtbebost, maar van die bossen is niets meer over. De industrialisatie heeft er de meest vervuilde streek van Italië van gemaakt. De regio Piemonte is begonnen met de herbebossing van de oevers van de Po, voor zover die door de regio stroomt. Overheid, bedrijfsleven en particulieren dragen bij aan het project, dat aansluit bij herbebossingsdoelen van de Europese Unie en het Wereld Economisch Forum.